# Džurovo
Džurovo (en serbe cyrillique : Џурово) est un village de Serbie situé dans la municipalité de Prijepolje, district de Zlatibor. Au recensement de 2011, il comptait 91 habitants.

## Démographie
| 1948 | 1953 | 1961 | 1971 | 1981 | 1991 | 2002 | 2011 |
| ---- | ---- | ---- | ---- | ---- | ---- | ---- | ---- |
| 459  | 509  | 538  | 385  | 310  | 192  | 179  | 91   |

|  |